# カワサキ・ZX-10
カワサキ・ZX-10（ゼットエックス-テン）は、川崎重工業が1988年より日本国外向けに製造を開始したオートバイの車種名。通称は「テン」、「鯱」など。

## 概要
1987年の第27回東京モーターショーで中型クラスの国内向けモデルZX-4とともに発表され、翌年より日本国外へ輸出が開始された。同社の水冷エンジンを搭載したフラッグシップモデルとしては、GPZ900R、GPZ1000RXに次いで3代目となる。GPZ1000RXベースの997cc水冷DOHC4バルブ並列4気筒エンジンが搭載された。
GPZ1000RXと比較してシリンダーヘッドをコンパクト化し、バルブ挟み角を近代的な値とした。動弁系は従来の1カム2バルブのY型ロッカーアームを廃止し1カム1バルブとされ、キャブレターの吸気方法を従来のサイドドラフトからダウンドラフトに変更された。さらに軽量ピストンを採用して圧縮比を10.2から11.0に変更された。最高出力はRX比で12ps向上し、137psを発揮した。
車体デザインはGPZ1000RXのスタイルを踏襲するが、メインフレームをスチール製のものから、完全新設計のアルミ製のツインチューブ（メーカーでは“e-BOX FRAME”と呼んでいた）に変更された。フレームのみで4.5kg、エンジンなど車体全体で16kgの軽量化を達成することで、乾燥重量は222kgとシリーズを通して最軽量となった。またタイヤも新たにラジアルタイヤを採用し、ハンドリング性能が向上した。上記のエンジン性能向上と併せ、ノーマルで270km/hオーバーの最高速度、また0-400mを10秒50で駆け抜ける加速力を発揮した。
1988年の販売開始から翌年までの2年間にわたり生産（B1〜B3）されたが、その年の東京モータショーで発表されたZZR1100にフルモデルチェンジして生産終了となった。